# Davídek (rybník)
Rybník Davídek o rozloze 3,0 ha se nalézá na katastru obce Újezd u Přelouče v okrese Pardubice asi 1 km západně od centra obce. Rybník je obklopen rákosinami a je využíván pro chov ryb.

## Galerie

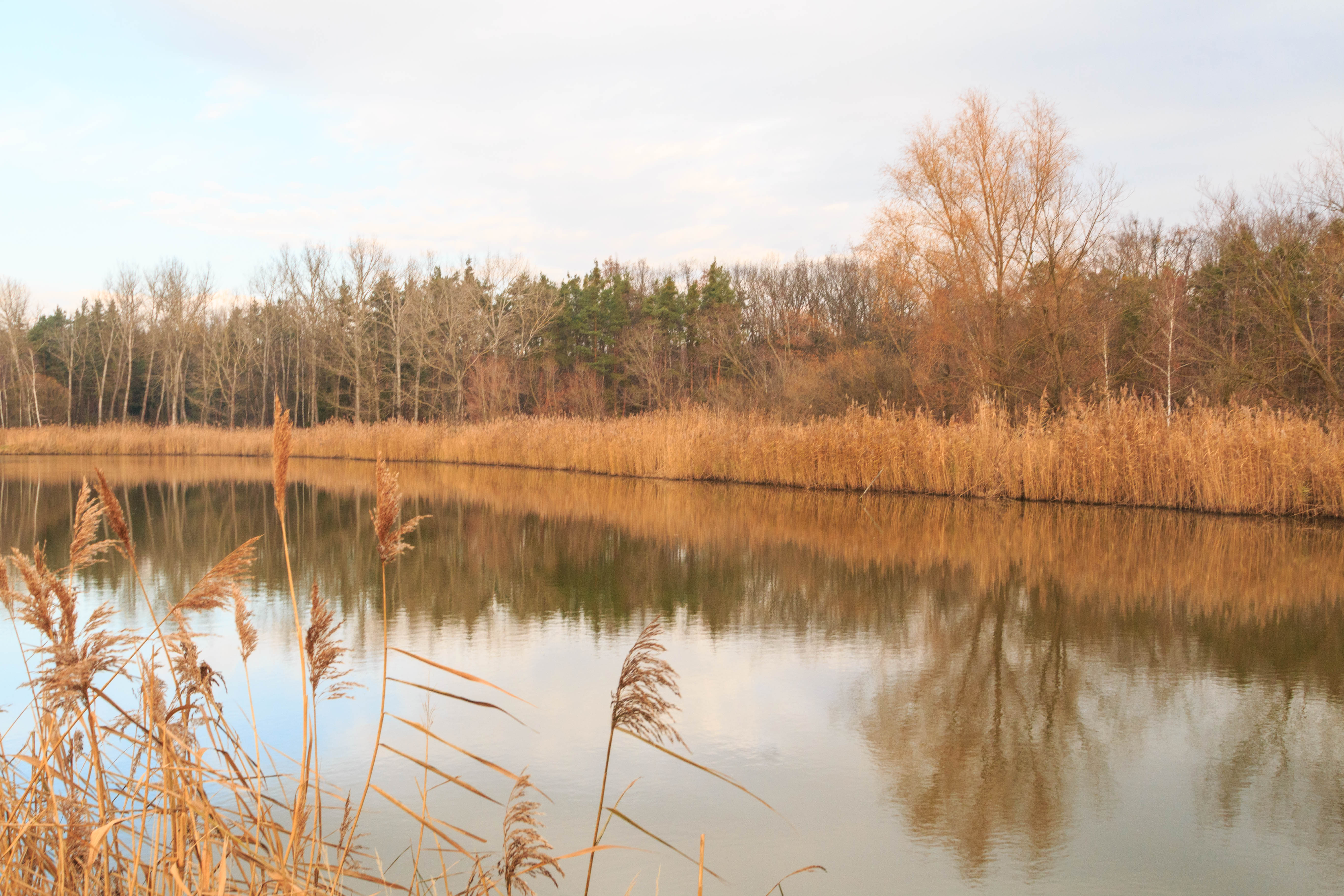
Rybník Davídek u Újezdu u Přelouče
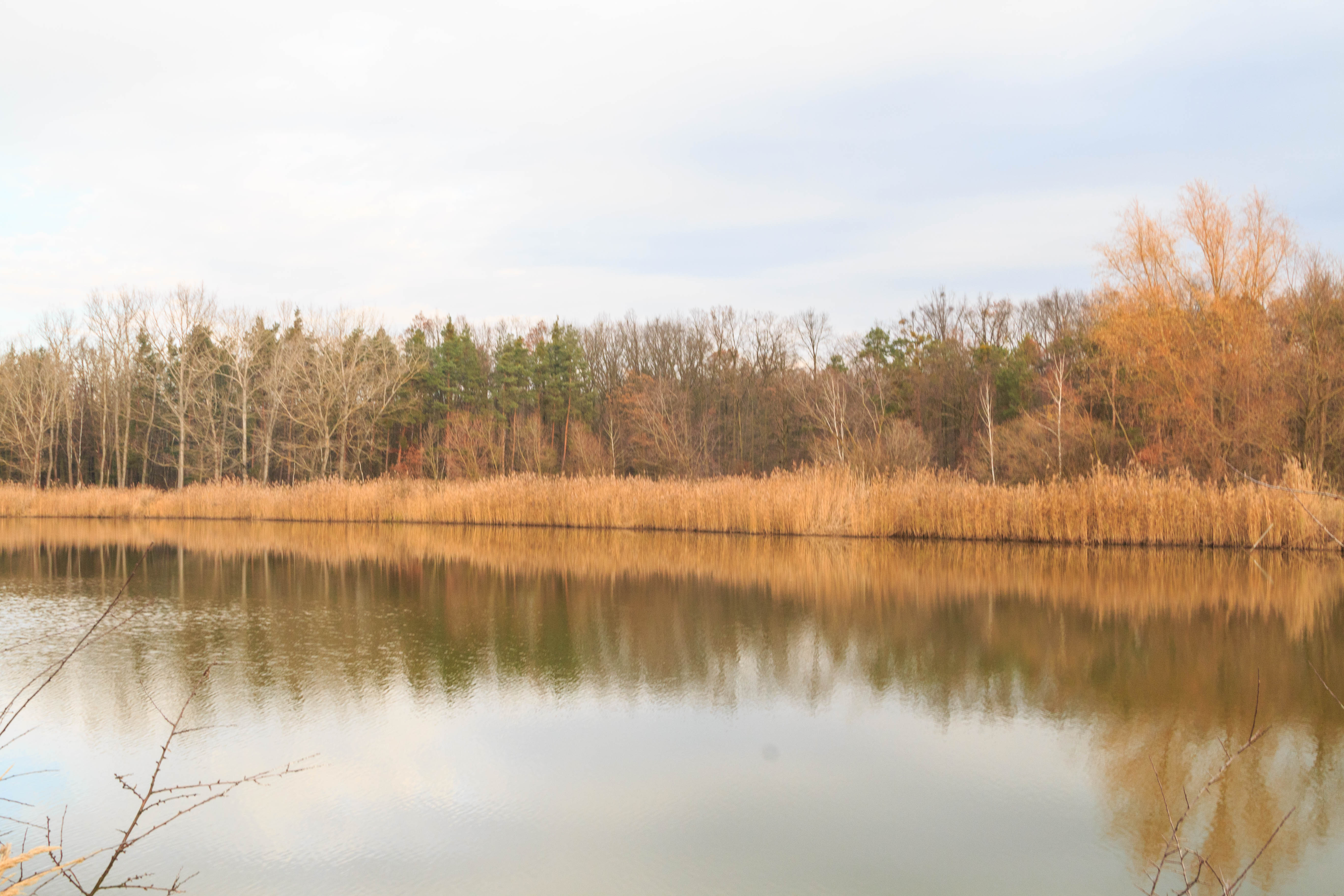
Rybník Davídek u Újezdu u Přelouče
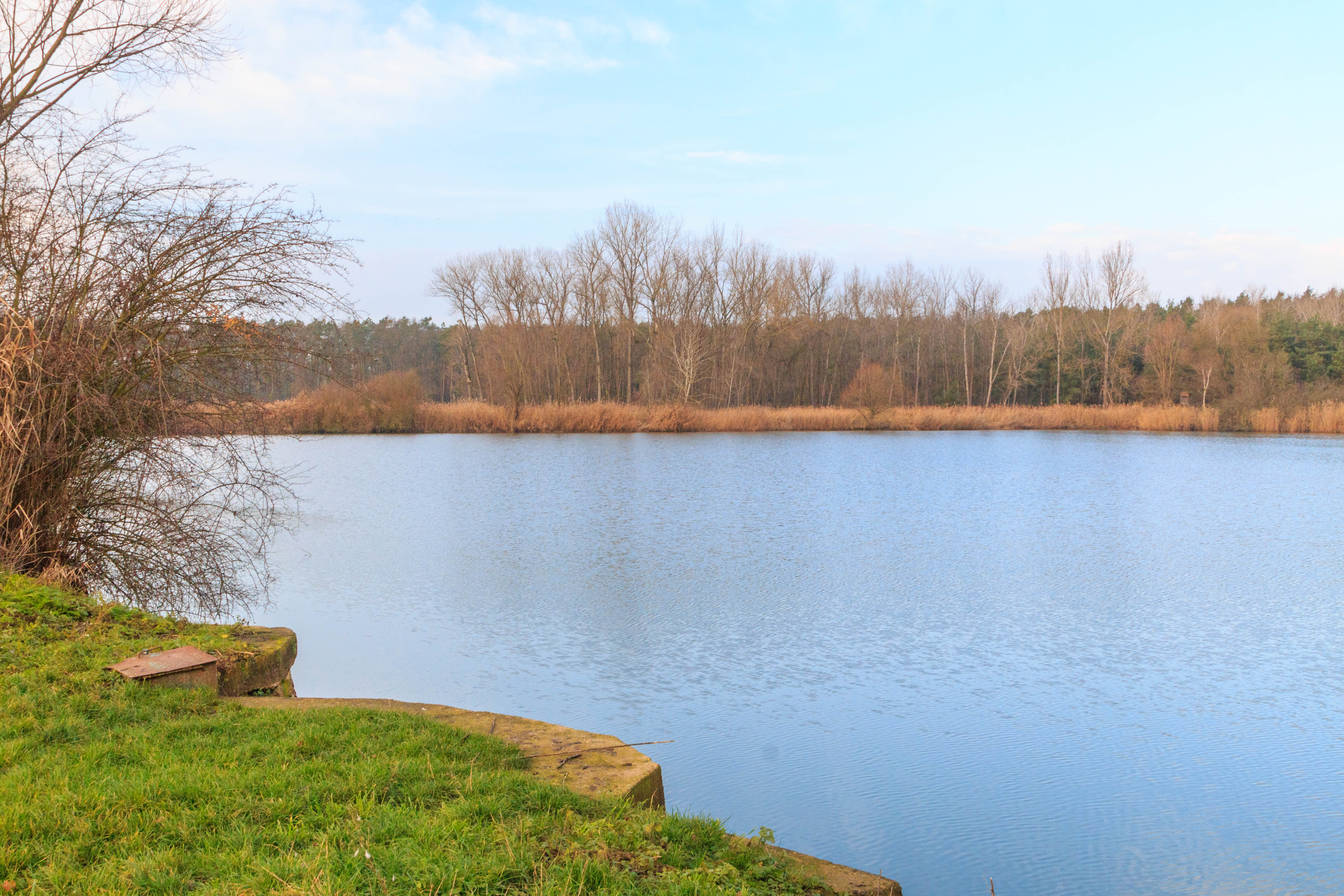
Rybník Davídek u Újezdu u Přelouče
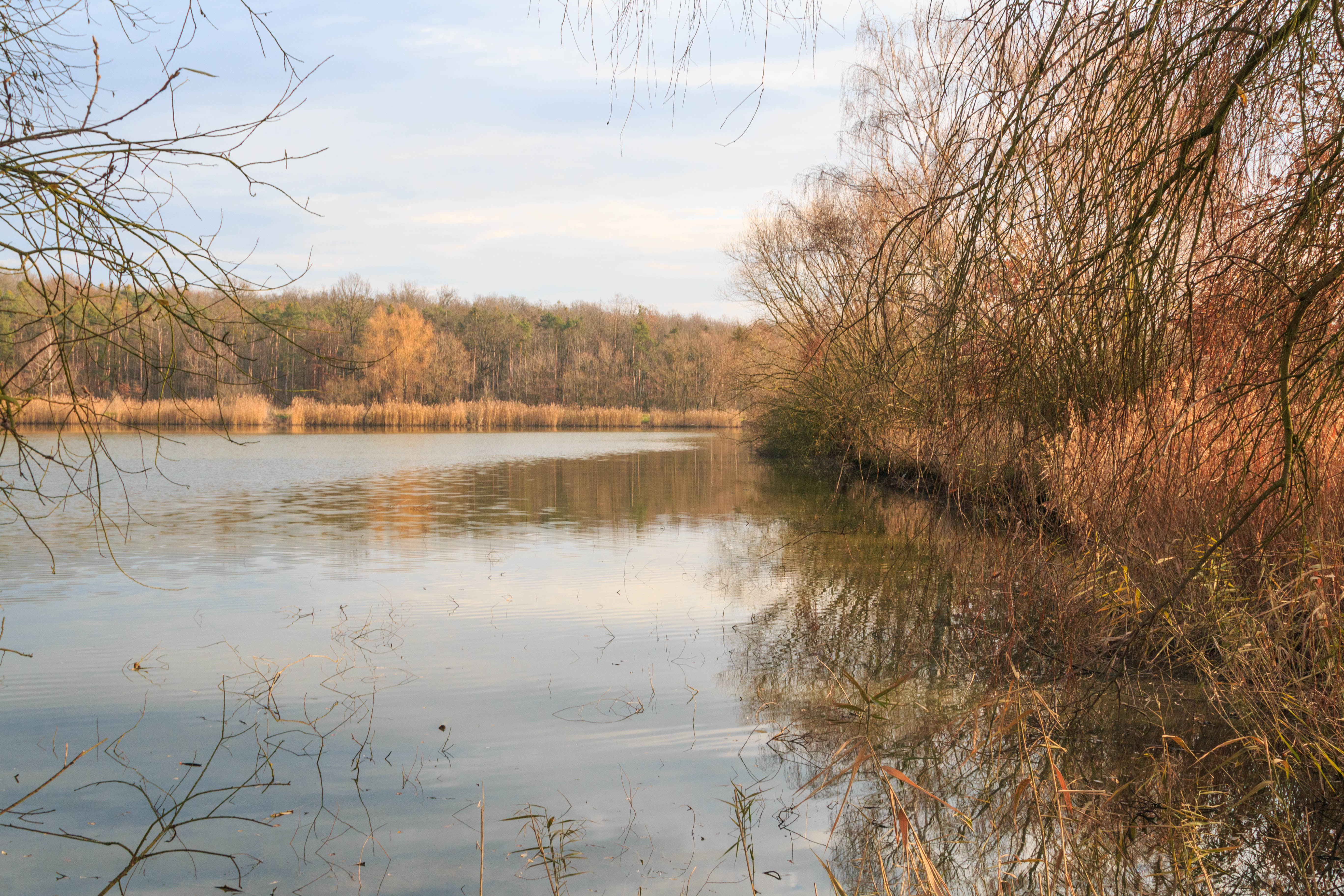
Rybník Davídek u Újezdu u Přelouče